# دریم‌ورکس انیمیشن
دریم‌ورکس انیمیشن ال‌ال‌سی (به انگلیسی: DreamWorks Animation LLC) (همچنین شناخته شده به عنوان استودیوهای انیمیشن دریم‌ورکس یا به‌طور ساده دریم‌ورکس) یک استودیوی پویانمایی آمریکایی است که متعلق به یونیورسال پیکچرز، یکی از زیرمجموعه‌های ان‌بی‌سی یونیورسال و در نهایت کامکست است. این استودیو تاکنون ۵۰ فیلم بلند تولید کرده است که برخی از آن‌ها در فهرست پرفروش‌ترین فیلم‌های پویانمایی تاریخ قرار دارند. شرک ۲ (۲۰۰۴) در زمان اکران، پرفروش‌ترین فیلم پویانمایی تاریخ بود. نخستین فیلم این استودیو، مورچه‌ای به نام زی، در ۲ اکتبر ۱۹۹۸ منتشر شد و جدیدترین فیلم آن، مرد سگی، در ۳۱ ژانویه ۲۰۲۵ اکران شد. دریم‌ورکس برنامه‌های آینده‌ای برای اکران فیلم‌های جدید دارد، از جمله نسخه‌ لایو اکشن چگونه اژدهای خود را تربیت کنیم در ۱۳ ژوئن ۲۰۲۵، رفقای بد ۲ در ۱ اوت ۲۰۲۵، خانه عروسکی گبی: فیلم در ۲۶ سپتامبر ۲۰۲۵، شرک ۵ در ۲۳ دسامبر ۲۰۲۶ و دو فیلم بدون عنوان در ۲۵ سپتامبر ۲۰۲۶ و ۲۲ سپتامبر ۲۰۲۸.
دریم‌ورکس انیمیشن در سال ۱۹۹۴ به‌عنوان یکی از بخش‌های دریم‌ورکس پیکچرز تأسیس شد و شامل اعضایی از امبلین انترتینمنت و شاخه‌ سابق پویانمایی آن، امبلیمیشن، بود. این استودیو در سال ۲۰۰۴ از دریم‌ورکس پیکچرز جدا شد و به یک شرکت مستقل تبدیل شد. در سال ۲۰۱۶، ان‌بی‌سی یونیورسال دریم‌ورکس انیمیشن را با مبلغ ۳٫۸ میلیارد دلار خریداری کرد. در ابتدا، این استودیو چندین فیلم پویانمایی سنتی و همچنین سه استاپ‌موشن در همکاری با آردمن انیمیشن تولید کرد، اما امروزه به‌طور انحصاری بر پویانمایی رایانه‌ای متکی است. با این حال، در سال ۲۰۲۲، مارجی کوهن، رئیس استودیو، اعلام کرد که دریم‌ورکس به پویانمایی سنتی نیز علاقه‌مند است. از جمله آثار این استودیو می‌توان به عزیز مصر، والاس و گرومیت: نفرین موجود خرگوش‌نما و فرنچایزهای شرک، ماداگاسکار، پاندای کونگ‌فوکار، چگونه اژدهای خود را تربیت کنیم و ترول‌ها اشاره کرد. این آثار موفق به دریافت جوایز متعدد شده‌اند، از جمله ۳ جایزه اسکار، ۴۱ جایزه امی، جوایز متعدد آنی و همچنین نامزدی‌های گلدن گلوب و بفتا.
فیلم‌های تولیدشده‌ دریم‌ورکس انیمیشن تا سال ۲۰۰۵ توسط دریم‌ورکس پیکچرز توزیع می‌شدند. بین سال‌های ۲۰۰۶ تا ۲۰۱۲، این وظیفه بر عهده‌ پارامونت پیکچرز بود و از ۲۰۱۳ تا ۲۰۱۷، فاکس قرن بیستم (که اکنون استودیوهای قرن بیستم نام دارد) توزیع فیلم‌های این استودیو را بر عهده داشت. از سال ۲۰۱۹ تاکنون، بیشتر فیلم‌های دریم‌ورکس انیمیشن از طریق یونیورسال پیکچرز منتشر شده‌اند که همچنین مالک اکثر حقوق آثار قدیمی این استودیو است.

## تاریخچه
این استودیو در ۱۲ اکتبر ۱۹۹۴ توسط سه تن از گردانندگان صنعت سرگرمی یعنی تهیه‌کننده و کارگردان استیون اسپیلبرگ، تهیه‌کنندهٔ موسیقی دیوید گفن، و مدیر سابق دیزنی، جفری کاتزنبرگ به عنوان زیرمجموعه ای برای دریم‌ورکس تأسیس شد. اما در سال ۲۰۰۴ زمانی که پارامونت قصد خرید دریم‌ورکس را داشت، دریم‌ورکس انیمیشن به دست مدیر عاملش یعنی جفری کاتزنبرگ مستقل شد و تا ۲۰۱۶ به مستقل ماند. کمپانی مستقل انیمیشن‌سازی دریم‌ورکس تاکنون بیش از ۴۰ انیمیشن سینمایی از جمله شرک، ماداگاسکار، پاندای کونگ فو کار و چگونه اژدهای خود را تربیت کنیم را ساخته است، به‌طوری‌که این انیمیشن‌ها در فهرست ۵۰ انیمیشن پرفروش سینمایی تاریخ سینما قرار دارند.
این کمپانی تاکنون برنده جوایز متعددی از جمله دو جایزه اسکار، چندین و چند جایزه امی و آنی و همچنین چندین جایزه گلدن گلوب و بفتا بوده است. شرکت انیمیشن‌سازی دریم‌ورکس سال ۲۰۱۲ با همکاری کمپانی‌های سرمایه‌گذاری چینی اقدام به تأسیس یک کمپانی سرگرمی با نام اوریینتال دریم‌ورکس در شانگهای کرد که کارش توسعه و تهیه فیلم‌های ساخته شده در چین و محصولات مشتق شده از آن است.
کاتزنبرگ و سرمایه‌داران چینی پاندای کونگ‌فوکار ۳، اولین انیمیشن تولید شده در این کمپانی است که در اواخر سال ۲۰۱۵ میلادی به نمایش درآمد، البته اولین انیمیشنی که تماماً محصول این کمپانی می‌باشد یک انیمیشن سینمایی زنده اقتباس شده از مجموعه کتاب چینی رمز تبت است که در سال ۲۰۱۵ میلادی به نمایش درآمد. اورینتال دریم‌ورکس در شانگهای چین اخیراً سرمایه خود را ۲ میلیارد و ۷۰۰ میلیون دلار افزایش داده و قرار است به زودی ساخت مجموعه‌ای بزرگ شامل تعداد سینمای زنجیره‌ای، مرکز خرید، گالری، هتل، رستوران و همچنین بزرگ‌ترین سالن نمایش آی‌مکس جهان را راه‌اندازی کند، انتظار می‌رود که این مجموعه‌ای سال ۲۰۱۶ افتتاح شود. دریم‌ورکس همچنین ژوئیه ۲۰۱۲ برنده مزایده خرید کمپانی سرگرمی کلاسیک مدیا شد که توانست در قبال پرداخت ۱۵۵ میلیون دلار، کمپانی سرگرمی کلاسیک مدیا از آن خود کند. پس از این خریداری‌ها کلاسیک مدیا نام خود را به دریم‌ورکس کلاسیکس تغییر داد. در سال ۲۰۱۶ بر طبق قراردادی کمپانی دریم‌ورکس انیمیشن، توسط ان‌بی‌سی یونیورسال خریداری شده که در سال ۲۰۱۷ به اجرا گذاشته شد و اکنون دریم‌ورکس انیمیشن شرکت زیرمجموعهٔ یونیورسال است. لازم است ذکر شود که، یونیورسال هدف از خرید دریم‌ورکس انیمیشن را، رقابت با تولیدات انیمیشنی والت دیزنی اعلام کرد.
بر طبق قراردادی بین این دو کمپانی کمپانی دریم‌ورکس با همکاری یونیورسال قرار است به زودی سالیانه ۴ انیمیشن بسازد، لازم است ذکر شود که جفری کاتزنبرگ به عنوان مشاور در یونیورسال و مدیر عامل دریم‌ورکس انیمیشن حضور داشته باشد، اما با این حال دریم‌ورکس انیمیشن به کار خود ادامه می‌دهد.
در سال ۲۰۱۸ شرکتی چینی با نام شرکای سی‌ام‌سی کپیتال، اوریینتال دریم‌ورکس را از دریم‌ورکس انیمیشن و شریک چینی اش یعنی، گروه رسانه ای شانگهای خریداری کرد و نامش را به استودیو پرل (به انگلیسی:pearl studio) تغییر داد.
در ۱۶ ژانویه ۲۰۲۰، پنج نمایش جدید انیمیشن دریم‌ورکس برای سرویس پخش ویدئو اختصاصی ان‌بی‌سی یونیورسال یعنی پیکاک و هولو اعلام شد.

## لوگو
انیمیشن DreamWorks ممکن است بیشتر برای لوگوی خود شناخته شود، که پسری است که روی ماه ماهیگیری می‌کند. این لوگو از DreamWorks Pictures سرچشمه گرفت و در سال ۱۹۹۷ معرفی شد. بعدها به عنوان لوگوی استاندارد انیمیشن DreamWorks از Antz (1998) تا Sinbad: Legend of the Seven Seas (2003) استفاده شد.
در سال ۲۰۰۴، DreamWorks از لوگوی خود رونمایی کرد که در آن پسر از طریق بالن به ماه پرواز می‌کند. این در ابتدا دارای موسیقی اقتباس شده از آهنگ "Fairytale" برای فیلم Shrek (2001) بود، لوگو توسط هری گرگسون-ویلیامز، یکی از آهنگسازان شرک و آهنگساز کل فرنچایز شرک و همچنین سایر DreamWorks ساخته شد. فیلم‌های. این لوگو از Shrek 2 (2004) تا Monsters vs. Aliens (2009) استفاده شد.
در سال ۲۰۱۰، DreamWorks از لوگوی جدیدی رونمایی کرد که این بار پسری در حال ماهیگیری روی ماه در فضا بود. یک نسخه به روز شده از فنفار همراه با این لوگو بود و این لوگو از How to Train Your Dragon (2010) تا Captain Underpants: The First Epic Movie (2017) استفاده می‌شد.
دو سال پس از خرید آن توسط یونیورسال پیکچرز در سال ۲۰۱۶، لوگوی جدیدی معرفی شد. گفته می‌شود که ادای دین به تکامل انیمیشن است. این فیلم یک هیاهو جدید را دریافت کرد که توسط جان پاول، آهنگساز دیگر اولین فیلم شرک و سایر فیلم‌های دریم ورکس ساخته شد، که از برخی نشانه‌ها از Shrek 2 و لحنی از جنایات جان ویلیامز برای ایجاد موسیقی برای لوگو استفاده کرد. این لوگو در اولین تریلر How to Train Your Dragon: The Hidden World (2019) در سال ۲۰۱۸ عرضه شد، اما نسخه کامل انیمیشن و فانفار جدید در ۲۲ فوریه ۲۰۱۹ با اکران این فیلم به نمایش درآمد. که پاول آن را نیز آهنگسازی کرد.

## فیلم‌شناسی

### فرنچایزها
| عنوان                               | فیلم‌ها | فیلم کوتاه | زمان       | سری تلویزیونی |
| ----------------------------------- | ------ | ---------- | ---------- | ------------- |
| شاهزاده مصر                         | ۲      | ۰          | ۱۹۹۸–۲۰۰۰  | ۰             |
| شرک                                 | ۶      | ۸          | ۲۰۰۱–اکنون | ۶             |
| اسپیریت                             | ۲      | ۲          | ۲۰۰۲–اکنون | ۱۲            |
| ماداگاسکار                          | ۵      | ۴          | ۲۰۰۵–اکنون | ۹             |
| پاندای کونگ‌فوکار                    | ۳      | ۵          | ۲۰۰۸–اکنون | ۴             |
| چگونه اژدهای خود را تربیت کنیم      | ۳      | ۶          | ۲۰۱۰–۲۰۲۰  | ۱۰            |
| غارنشین‌ها                           | ۲      | ۰          | ۲۰۱۳–اکنون | ۴             |
| توربو                               | ۱      | ۰          | ۲۰۱۳–۲۰۱۶  | ۳             |
| آقای پیبادی و شرمن                  | ۱      | ۱          | ۲۰۱۴–۲۰۱۷  | ۴             |
| خانه                                | ۱      | ۰          | ۲۰۱۵–۲۰۱۸  | ۴             |
| ترول‌ها                              | ۳      | ۰          | ۲۰۱۶–اکنون | ۹             |
| داستان‌های آرکادیا                   | ۱      | ۰          | ۲۰۱۶–۲۰۲۱  | ۶             |
| بچه رئیس                            | ۲      | ۱          | ۲۰۱۷–اکنون | ۴             |
| کاپیتان زیرشلواری: اولین فیلم حماسی | ۱      | ۰          | ۲۰۱۷–۲۰۲۰  | ۴             |
| بچه‌های بد                           | ۱      | ۱          | ۲۰۲۲-اکنون | ۰             |

## حق پخش
فیلم‌های تولید شده توسط دریم‌ورکس انیمیشن در ابتدا توسط دریم‌ورکس پیکچرز از سال ۱۹۹۸ تا ۲۰۰۵ توزیع می‌شد، سپس توسط پارامونت پیکچرز از ۲۰۰۶ تا ۲۰۱۲ و فاکس قرن بیستم از سال ۲۰۱۳ تا ۲۰۱۷ توزیع کرد. یونیورسال پیکچرز هم در حال حاضر فیلم‌های دریم‌ورکس انیمیشن را از سال ۲۰۱۹ به بعد توزیع می‌کند.

## شکست تجاری
اولین شکست تجاری دریم‌ورکس انیمیشن در سال ۲۰۰۰ به خاطر انیمیشن پیش به سوی الدرادو بود که با بودجهٔ ۹۰ میلیون دلاری ۷۶ میلیون دلار در گیشه فروخت. اما بعد از آن در سال ۲۰۱۱ به خاطر انیمیشن ظهور نگهبانان سود خوبی نداشت این انیمیشن که با بودجه‌ای بالغ بر ۱۰۳ میلیون دلار ساخته شد، در ۱۷ هفته اکران خود در ایالات متحدهٔ آمریکا ۱۲۱ میلیون دلار و در دیگر کشورها ۱۵۶ میلیون دلار فروش داشت، توانست مجموع فروش خود را تنها به ۲۷۷ میلیون دلار برساند و در جلب رضایت منتقدین و مردم زیاد موفق نبود، بعد از این اتفاق کمپانی دریم‌ورکس انیمیشن حسابی تعدیل نیرو کرد و ۳۵۰ نفر از کارمندانش را اخراج و اعلام کرد که از این به بعد در سال سه انیمیشن خواهد ساخت و دیگر شکست نخواهد خورد.